# Kibumba
Kibumba è un villaggio della Repubblica Democratica del Congo, capoluogo del territorio di Nyiragongo, nella provincia del Kivu Nord. Si trova sulla strada nazionale RN2, circa 29 km a nord dal capoluogo di provincia di Goma. 
Nel 1994, nell'ambito dell'esodo di oltre due milioni di ruandesi di etnia Hutu noto come Crisi dei Grandi Laghi, all'indomani del Genocidio Ruandese, a Kibumba si costituì un campo profughi di grandi dimensioni. Vennero portati aiuti umanitari ai rifugiati, ma all'interno dei campi si sviluppò un'organizzazione che replicava quella politica del Ruanda durante l'amministrazione Hutu: un'elite costituita dagli ex politici e ufficiali controllava l'approvvigionamento di cibo tramite i militari. Uno studio sugli aiuti umanitari nella zona dimostrò come il 40% dei rifugiati del campo riceveva meno di 2000 kcal al giorno, mentre il 13% ne riceveva più di 10.000.
Il 22 febbraio 2021 un convoglio di 3 veicoli del Programma Alimentare Mondiale, su cui viaggiavano 7 persone legate alla MONUSCO, la missione delle Nazioni Unite per la stabilizzazione della Repubblica Democratica del Congo, cadde in un'imboscata, probabilmente un tentativo di rapimento, tesa da alcuni uomini armati di fucili mitragliatori. Nell'attacco persero la vita il diplomatico italiano Luca Attanasio, il carabiniere di scorta Vittorio Iacovacci e l'autista Mustapha Milambo. Le Forze Democratiche per la liberazione del Ruanda, accusate dal governo congolese di aver portato avanti l'attacco, ne hanno preso le distanze, condannandolo.